# Rapid River, British Columbia
Rapid River är ett vattendrag i Kanada.   Det ligger i provinsen British Columbia, i den centrala delen av landet, 3 800 km väster om huvudstaden Ottawa.
I omgivningarna runt Rapid River växer i huvudsak barrskog. Trakten runt Rapid River är nära nog obefolkad, med mindre än två invånare per kvadratkilometer.